# Victoria Ohuruogu
Victoria Onyenunachi Ohuruogu (Londra, 28 febbraio 1993) è una velocista britannica.

## Biografia
È la sorella minore della velocista Christine Ohuruogu.
Nel 2022 ha vinto la medaglia di bronzo ai mondiali di Eugene nella staffetta 4×400 m, mentre nel 2024 sale sul terzo gradino del podio nella medesima specialità alle Olimpiadi di Parigi.

## Palmarès
| Anno                                  | Manifestazione          | Sede       | Evento      | Risultato  | Prestazione | Note                                     |
| ------------------------------------- | ----------------------- | ---------- | ----------- | ---------- | ----------- | ---------------------------------------- |
| In rappresentanza della Gran Bretagna |                         |            |             |            |             |                                          |
| 2010                                  | Olimpiadi giovanili     | Singapore  | 400 m piani | 11ª        | 55"99       |                                          |
| 2014                                  | Mondiali indoor         | Sopot      | 4×400 m     | Bronzo     | 3'27"90     | [ 6 ]                                    |
| 2014                                  | Europei                 | Zurigo     | 4×400 m     | Bronzo     | 3'24"34     | [ 6 ]                                    |
| 2015                                  | Europei U23             | Tallinn    | 4×400 m     | Oro        | 3'30"07     | Miglior prestazione nazionale under 23   |
| 2022                                  | Mondiali                | Eugene     | 400 m piani | Semifinale | 50"99       | Miglior prestazione personale            |
| 2022                                  | Mondiali                | Eugene     | 4×400 m     | Bronzo     | 3'22"64     | Miglior prestazione personale            |
| 2022                                  | Europei                 | Monaco     | 400 m piani | 4ª         | 50"51       |                                          |
| 2022                                  | Europei                 | Monaco     | 4×400 m     | Bronzo     | 3'21"74     | Miglior prestazione personale stagionale |
| 2023                                  | Mondiali                | Budapest   | 400 m piani | Semifinale | 50"74       |                                          |
| 2024                                  | World Relays            | Nassau     | 4×400 m     | 4ª         | 3'25"84     |                                          |
| 2024                                  | Europei                 | Roma       | 400 m piani | Semifinale | 52"07       |                                          |
| 2024                                  | Giochi olimpici         | Parigi     | 400 m piani | Semifinale | 51"14       |                                          |
| 2024                                  | Giochi olimpici         | Parigi     | 4x400 m     | Bronzo     | 3'19"72     | Record nazionale                         |
| 2025                                  | World Relays            | Guangzhou  | 4x400 m     | Batteria   | 3'27"47     |                                          |
| In rappresentanza dell' Inghilterra   |                         |            |             |            |             |                                          |
| 2022                                  | Giochi del Commonwealth | Birmingham | 400 m piani | Argento    | 50"72       | Miglior prestazione personale            |
| 2022                                  | Giochi del Commonwealth | Birmingham | 4×400 m     | dq         | dq          |                                          |